# Filimanus
Filimanus is een geslacht van straalvinnige vissen uit de familie van de draadvinnigen (Polynemidae). Het geslacht is voor het eerst wetenschappelijk beschreven in 1936 door Myers.

## Soorten
- Filimanus heptadactyla (Cuvier, 1829)
- Filimanus hexanema (Cuvier, 1829)
- Filimanus perplexa Feltes, 1991
- Filimanus sealei (Jordan & Richardson, 1910)
- Filimanus similis Feltes, 1991
- Filimanus xanthonema (Valenciennes, 1831)